# Paillant
Paillant (Payan en créole haïtien) est une commune d'Haïti, située dans le département des Nippes et dans l'arrondissement de Miragoâne.

## Géographie
La commune de Paillant  est  située  à  130  km  au  sud-ouest  de  Port-au-Prince,  dans la  partie  est  du  département  des  Nippes,  sur  le  flanc  est  du  massif  de  la  Hotte, entre  18,2 º  et  18,3 º  de  latitude  nord  d’une  part  et  entre  73 º  et  73,2 º  de  longitude ouest  d’autre  part.  Elle  est  bornée  au  nord  par  la  commune  de  Petite  Rivière  de Nippes,  au  sud  par  la  commune  de  Fonds-des-Nègres  (section  Pemerle),  à  l’est  par la  première  section  Chalon  de  Miragoâne,  chef-lieu  du  département  des  Nippes,  et à l’ouest par la commune de l’Anse-à-Veau

## Démographie
La commune est peuplée de 15 762 habitants(recensement par estimation de 2009).

## Histoire
Jadis,  un  quartier  de  Miragoâne  dans  le  département  de  la  Grande-Anse,  Paillant est  élevée  au  rang  de  commune  d’après  la  loi  du  30  octobre  2003  dans  un  nouveau département  dit  des  Nippes.  Elle  couvre  une  superficie  de  73,4  km2  avec  un  périmètre de 55,5 km.
Administration communale de Paillant. 
Sur le plan administratif, la commune de Paillant comprend  : la ville de Paillant, la 1re  section communale de Salagnac, la 2e  section communale de Bézin II. La  première  section  communale  de  Salagnac  compte  18  habitations  et  la  deuxième section Bézin  II en a 10 (IHSI, 1982a, Anonyme, 2003). Avant  2003,  Paillant  dépendait  de  Miragoâne  et  n’avait  que  des  chefs  de  section rurale.  Devenue  commune,  elle  est  administrée  actuellement  par  un  conseil  communal  ou  municipal  de  trois  membres  (le  maire  ou  la  mairesse  titulaire  et  deux  adjoints ou  adjointes)  et  des  organes  de  section  communale  suivant  le  Décret  du  1er  février 2006.  L’organisation  des  sections  communales  de  Paillant  repose  sur  l’Assemblée  de la  Section  Communale  (ASEC),  le  Conseil  d’Administration  de  la  Section  Communale  (CASEC)  et  le  Conseil  de  Développement  de  la  Section  Communale  (CDSC).